# Rhinophylla alethina
Rhinophylla alethina är en fladdermusart som beskrevs av Charles O. Handley 1966. Rhinophylla alethina ingår i släktet Rhinophylla och familjen bladnäsor. IUCN kategoriserar arten globalt som nära hotad. Inga underarter finns listade i Catalogue of Life.
Arten når en kroppslängd (huvud och bål) av 55 till 58 mm och en vikt av 12 till 16 g. Underarmarna är 35 till 37 mm långa och bakfötterna är cirka 11 mm långa. Pälsen vid främre delen av ryggen har en svartaktig färg och den blir mer brun fram till stjärten. Undersidans päls är ljusare. Rhinophylla alethina har i varje käkhalva 2 framtänder, en hörntand, 2 premolarer och 3 molarer.
Arten förekommer i Colombia och Ecuador vid Stilla havet. Den lever i tropiska regnskogar och i andra fuktiga landskap med träd. Födan utgörs främst av frukter samt av insekter. Individerna vilar bland annat i grottor.